# كريستيان مولينا
كريستيان مولينا (بالإسبانية: Christian Molina)‏ هو مخرج إسباني، ولد في 1979 في برشلونة في إسبانيا.

## وصلات خارجية
- كريستيان مولينا على موقع IMDb (الإنجليزية)
- كريستيان مولينا على موقع ألو سيني (الفرنسية)
- كريستيان مولينا على موقع أول موفي (الإنجليزية)
- كريستيان مولينا على موقع قاعدة بيانات الفيلم (الإنجليزية)
- كريستيان مولينا على موقع كينوبويسك (الروسية)